# Gunneröd vatten
Gunneröd vatten är en sjö i Uddevalla kommun i Bohuslän och ingår i Bäveån-Örekilsälvens kustområde. Sjön är 13,5 meter djup, har en yta på 0,167 kvadratkilometer och är belägen 21,3 meter över havet. Vid provfiske har bland annat abborre, gädda, mört och regnbåge fångats i sjön.

## Delavrinningsområde
Gunneröd vatten ingår i det delavrinningsområde (647988-125961) som SMHI kallar för Mynnar i havet. Medelhöjden är 66 meter över havet och ytan är 27,05 kvadratkilometer. Det finns inga avrinningsområden uppströms utan avrinningsområdet är högsta punkten. Avrinningsområdets utflöde mynnar i havet. Avrinningsområdet består mestadels av skog (55 procent), öppen mark (15 procent) och jordbruk (25 procent). Avrinningsområdet har 0,16 kvadratkilometer vattenytor vilket ger det en sjöprocent på 0,6 procent. Bebyggelsen i området täcker en yta av 0,36 kvadratkilometer eller 1 procent av avrinningsområdet.

## Fisk
Vid provfiske har följande fisk fångats i sjön:
- Abborre
- Gädda
- Mört
- Regnbåge
- Sarv